# Economia do Quirguistão
A economia do Quirguistão, um país pequeno, pobre e montanhoso, é predominantemente agrícola. Trigo, batatas, beterrabas, algodão, lã, tabaco, frutos, carne de vaca e de carneiro são os principais produtos agrícolas, sendo o algodão, a lã e a carne as principais exportações. As exportações industriais incluem ouro, mercúrio, urânio e electricidade.

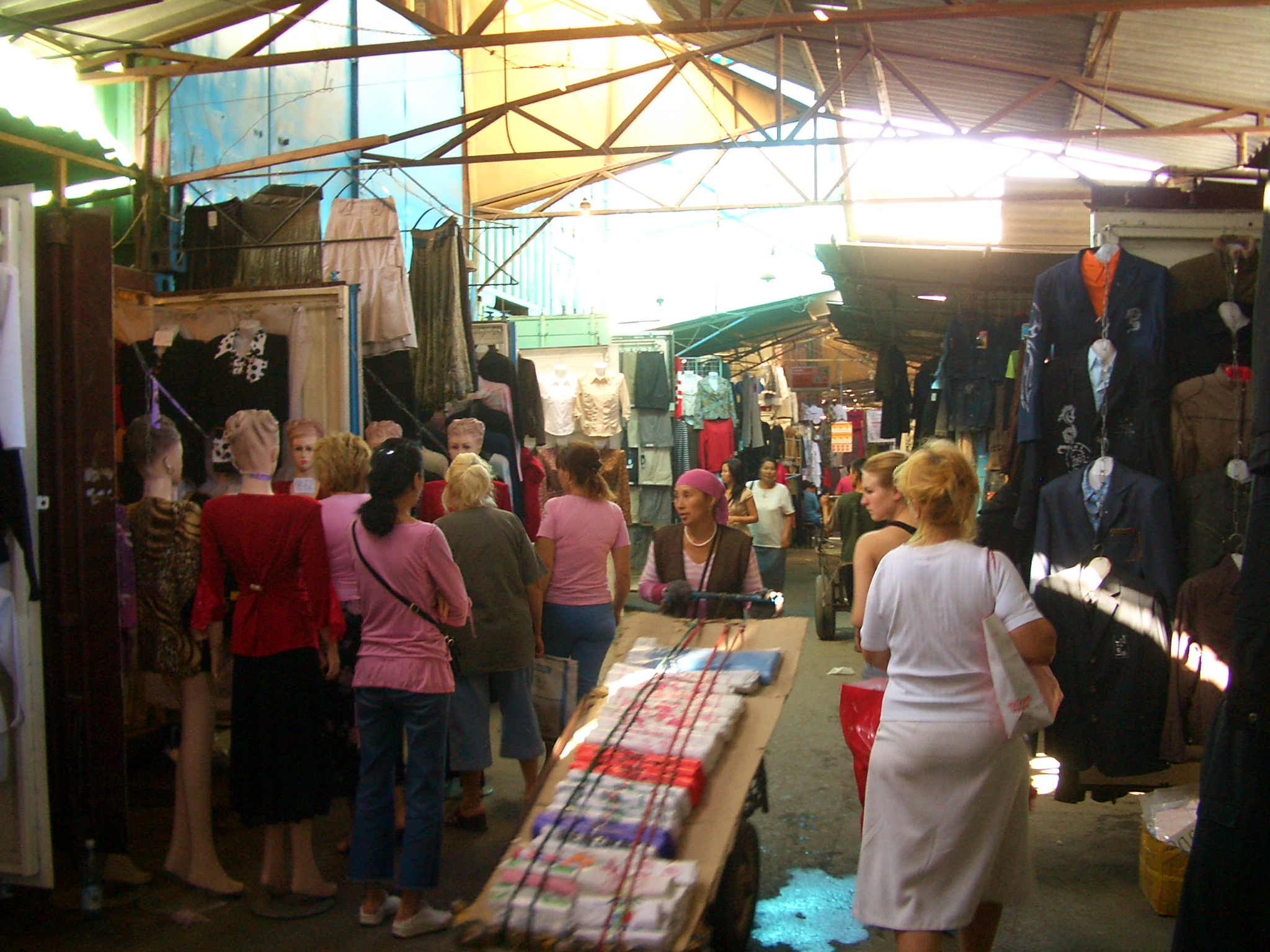
O mercado de Dordoy em Bisqueque.

O Quirguistão tem sido um dos países da ex-União Soviética mais entusiastas na realização de reformas económicas na transição para uma economia de mercado. Depois de um programa de estabilização económica bem sucedido, que baixou a inflação de 88% em 1994 para 15% em 1997, as atenções viraram-se para o estímulo ao crescimento. A maior parte das empresas estatais foram vendidas. As quedas na produção foram severas depois da dissolução da União Soviética em 1991, mas em meados de 1995, a produção começou a recuperar e as exportações começaram a aumentar. Os reformados, os desempregados e os empregados do estado com salários muito baixos continuam a passar grandes dificuldades. A assistência internacional desempenhou um papel importante na recuperação económica do país. O governo tomou uma série de medidas para combater problemas severos com uma dívida externa excessiva, com a inflação, com um sistema fiscal inadequado e com os efeitos das convulsões económicas na Rússia. O Quirguistão alcançou um crescimento robusto todos os anos desde 1999.